# تپه کهریزباشی
تپه کهریزباشی مربوط به دوره ساسانیان است و در شهرستان خدابنده، روستای باریک آب واقع شده و این اثر در تاریخ ۱۷ اسفند ۱۳۸۱ با شمارهٔ ثبت ۷۵۰۵ به‌عنوان یکی از آثار ملی ایران به ثبت رسیده است.